# 2021-es IIHF divízió II-es jégkorong-világbajnokság
A 2021-es IIHF divízió II-es jégkorong-világbajnokság egy tervezett jégkorongtorna volt. Az A csoportjának mérkőzéseit Pekingben, Kínában rendezték volna április 10. és 16. között, a B csoport mérkőzéseit Reykjavíkban, Izlandon rendezték volna április 18. és 24. között. 2020. november 18-án az IIHF törölte a két tornát a Covid19-pandémia miatt.

## A csoport

### Résztvevők
| Csapat        | Kvalifikáció                                                         |
| ------------- | -------------------------------------------------------------------- |
| Hollandia     | 2019-ben a divízió I/B csoportjának 6. helyén végzett és kiesett.    |
| Horvátország  | 2019-ben a divízió II/A csoportjának 2. helyén végzett.              |
| Ausztrália    | 2019-ben a divízió II/A csoportjának 3. helyén végzett.              |
| Spanyolország | 2019-ben a divízió II/A csoportjának 4. helyén végzett.              |
| Kína          | Rendező, 2019-ben a divízió II/A csoportjának 5. helyén végzett.     |
| Izrael        | 2019-ben a divízió II/B csoportjának 1. helyén végzett és feljutott. |

### Tabella
| Hely. | Csapat        | M | Gy | HGy | HV | V | G+ | G– | Gk | P |
| ----- | ------------- | - | -- | --- | -- | - | -- | -- | -- | - |
| 1.    | Hollandia     | 0 | 0  | 0   | 0  | 0 | 0  | 0  | 0  | 0 |
| 2.    | Horvátország  | 0 | 0  | 0   | 0  | 0 | 0  | 0  | 0  | 0 |
| 3.    | Ausztrália    | 0 | 0  | 0   | 0  | 0 | 0  | 0  | 0  | 0 |
| 4.    | Spanyolország | 0 | 0  | 0   | 0  | 0 | 0  | 0  | 0  | 0 |
| 5.    | Kína (R)      | 0 | 0  | 0   | 0  | 0 | 0  | 0  | 0  | 0 |
| 6.    | Izrael        | 0 | 0  | 0   | 0  | 0 | 0  | 0  | 0  | 0 |

## B csoport

### Résztvevők
| Csapat    | Kvalifikáció                                                       |
| --------- | ------------------------------------------------------------------ |
| Belgium   | 2019-ben a divízió II/A csoportjának 6. helyén végzett és kiesett. |
| Izland    | Rendező, 2019-ben a divízió II/B csoportjának 2. helyén végzett.   |
| Új-Zéland | 2019-ben a divízió II/B csoportjának 3. helyén végzett.            |
| Grúzia    | 2019-ben a divízió II/B csoportjának 4. helyén végzett.            |
| Mexikó    | 2019-ben a divízió II/B csoportjának 5. helyén végzett.            |
| Bulgária  | 2019-ben a divízió III 1. helyén végzett és feljutott.             |

### Tabella
| Hely. | Csapat     | M | Gy | HGy | HV | V | G+ | G– | Gk | P |
| ----- | ---------- | - | -- | --- | -- | - | -- | -- | -- | - |
| 1.    | Belgium    | 0 | 0  | 0   | 0  | 0 | 0  | 0  | 0  | 0 |
| 2.    | Izland (R) | 0 | 0  | 0   | 0  | 0 | 0  | 0  | 0  | 0 |
| 3.    | Új-Zéland  | 0 | 0  | 0   | 0  | 0 | 0  | 0  | 0  | 0 |
| 4.    | Grúzia     | 0 | 0  | 0   | 0  | 0 | 0  | 0  | 0  | 0 |
| 5.    | Mexikó     | 0 | 0  | 0   | 0  | 0 | 0  | 0  | 0  | 0 |
| 6.    | Bulgária   | 0 | 0  | 0   | 0  | 0 | 0  | 0  | 0  | 0 |